# 1667 en philosophie
Chronologie de la philosophie
- 1663
- 1664
- 1665
- 1666
- 1667
- 1668
- 1669
- 1670
- 1671

L’année 1667 a été marquée, en philosophie, par les événements suivants :

## Publications
- Marin Cureau de La Chambre : Discours de l'amitié et de la haine qui se trouvent entre les animaux (1667)

- Comenius : Angelus pacis (L'Ange de la paix), 1667 - exhortation à la paix .

- Thomas Hobbes : An Answer to a Book Published by Dr. Bramhall, late Bishop of Derryn Called the « Catching of the Leviathan », (1667/8, publié à titre posthume en 1682), EW IV, 279-384.
  - Réponse à un livre publié par le Docteur Bramhall, feu évêque de Derry, intitulé « La capture de Léviathan », introduction, traduction et notes par F. Lessay, dans De la liberté et de la nécessité, Œuvres traduites, T. XI-1, Paris, Vrin, 1993, 121-261.

- John Locke : Essai sur la tolérance.

- Gottfried Wilhelm Leibniz : Nova methodus discendæ docendæque jurisprudentiæ.

- Jean de Silhon : De la Certitude des connaissances humaines, où sont particulièrement expliquez les principes et les fondemens de la morale et de la politique, avec des observations sur la manière de raisonner par l'assemblage de plusieurs moyens (1667) Réédition : 2002.

## Décès
- Jean de Silhon est un philosophe et homme politique français, né à Sos vers 1596 et mort à Paris en février 1667.

- 3 avril à Pau : Pierre Pyrard, cousin germain de François Pyrard, né à Laval en 1581, est un théologien, jésuite et philosophe français.